# 阿本德施泰因山
47°33′51″N 11°48′59″E / 47.56408°N 11.81635°E
阿本德施泰因山（德語：Abendstein），是奧地利的山峰，位於該國西部，由蒂羅爾州負責管轄，屬於布兰登贝格山的一部分，距離施奈德約赫山0.2公里，海拔高度1,596米。